# Bonellia macrocarpa
Bonellia macrocarpa är en viveväxtart. Bonellia macrocarpa ingår i släktet Bonellia och familjen viveväxter.

## Underarter
Arten delas in i följande underarter:
- B. m. macrocarpa
- B. m. panamensis
- B. m. pungens

## Bildgalleri

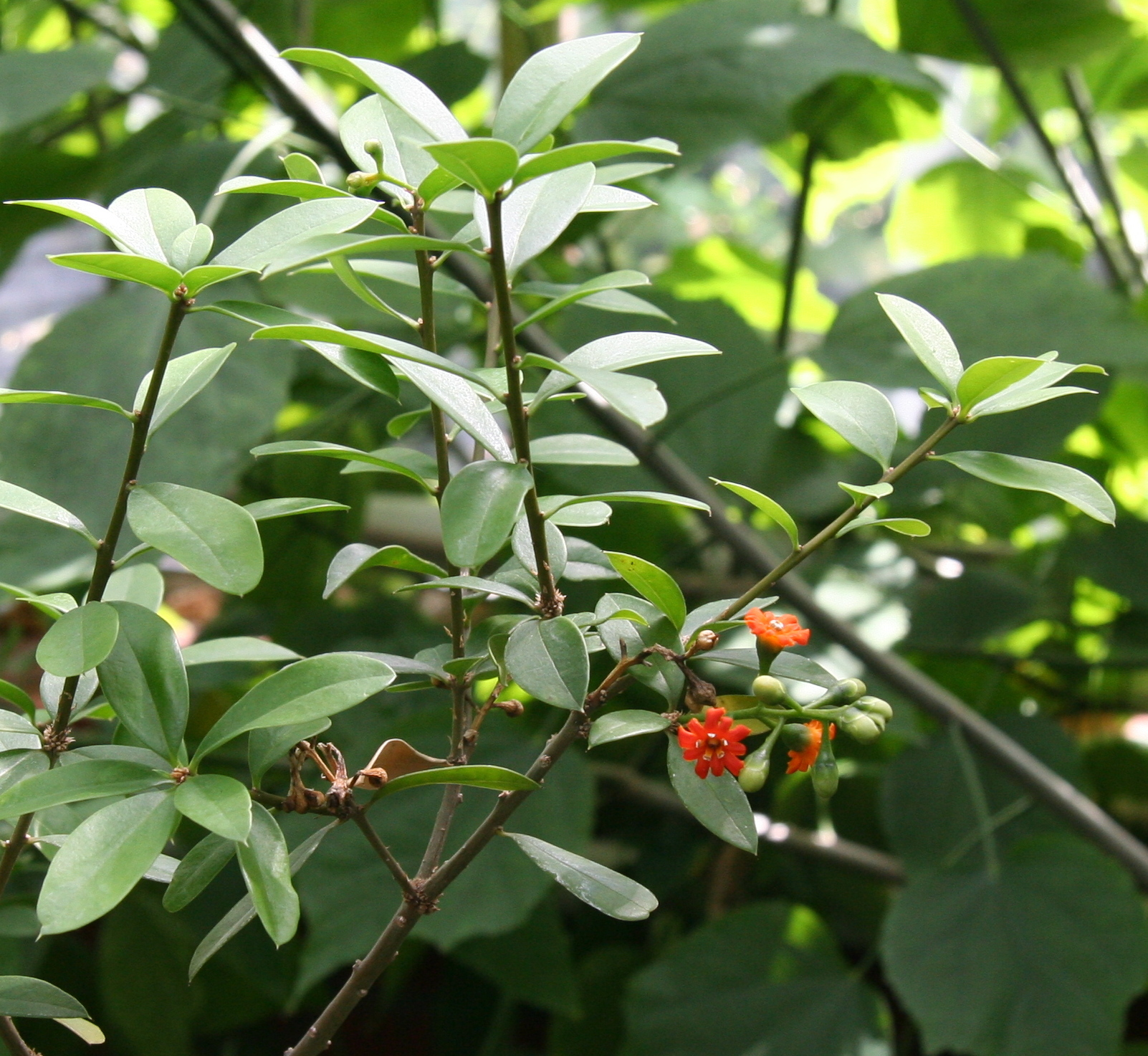
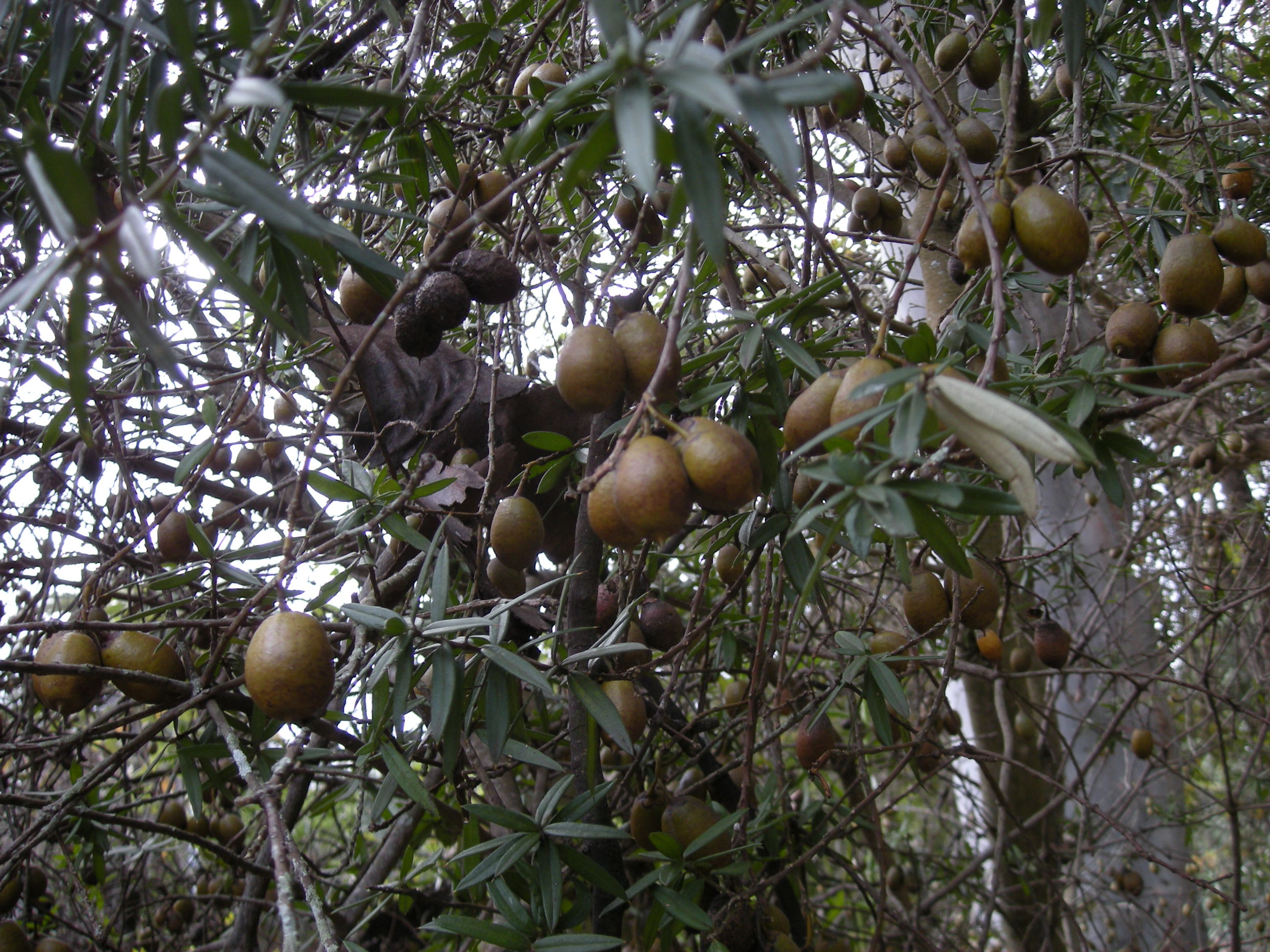